# Herman I de Henneberg
Herman I (n. 1224 – d. 18 decembrie 1290) a fost conte de Henneberg.

## Biografie
Herman a fost fiul contelui Poppo al VII-lea de Henneberg și al soției sale, Jutta de Turingia, fiica mai mare a landgrafului Herman I de Turingia. (Este vorba de a doua căsătorie atât pentru Poppo, cât și în cazul Juttei). Margraful Henric al III-lea de Meissen era fratele vitreg al lui Herman din partea mamei sale. Herman a suprijinit alegerea unchiului să, landgraful Henric Raspe, ca antirege în  Sfântul Imperiu Roman.
Herman a întemeiat noi seniorii, în regiunile Coburg și Eisenburg, care au fost moștenite apoi de Casa de Wettin, prin nepoata lui Herman, Ecaterina de Henneberg.

## Căsătorie și urmași
În 1249 Herman s-a căsătorit cu Margareta (d. 26 martie 1276), sora contelui Willem al II-lea de Olanda și rege romano-german. Ei au avut trei copii:
- Herman (d. 1250);
- Jutta (n.c. 1252 – d.c. 1312), căsătorită cu margraful Otto al V-lea de Brandenburg-Salzwedel;
- Poppo (n.c. 1254 – d. 1291).